# Episodul 2 (Twin Peaks)
Episodul 2, cunoscut și sub denumirea de „Zen, or the Skill to Catch a Killer”, este al treilea episod din primul sezon al serialului de televiziune american Twin Peaks. Acesta a fost regizat de David Lynch în baza unui material redactat de Lynch și Mark Frost⁠(d). În rolurile principale apar Kyle MacLachlan, Michael Ontkean, Ray Wise și Richard Beymer. Episodul îi introduce pe Michael J. Anderson în rolul Omului de Dincolo⁠(d), pe Miguel Ferrer în rolul lui Albert Rosenfield și pe David Patrick Kelly⁠(d) în rolul lui Jerry Horne.
Twin Peaks se concentrează pe investigația unui caz de crimă - uciderea liceenei Laura Palmer (Sheryl Lee⁠(d)) - în mica așezare rurală din statulWashington. În acest episod, agentul Biroului Federal de Investigații Dale Cooper (MacLachlan) le dezvăluie șerifului Truman (Ontkean) și adjuncților săi o metodă prin intermediul căreia vor restrânge numărul suspecților. Între timp, cinicul Albert Rosenfield (Ferrer), partenerul lui Cooper, sosește în oraș, iar Cooper are un vis ciudat care influențează cursul anchetei.
Episodul 2 a fost difuzat pentru prima dată în aprilie 19, 1990 pe rețeaua American Broadcasting Company (ABC) și a fost vizionat în 19.2 milioane de locuințe din Statele Unite, echivalentul a aproximativ 21% din publicul disponibil. Episodul 2 a primit critici pozitive încă de la lansare, este considerat revoluționar pentru televiziune și a influențat numeroase seriale de televiziune. A fost studiat în mediul academic pentru modul în care prezintă cunoștințele a priori și pentru conotațiile sexuale ale faptelor unor personaje.

## Intriga

### Context
Micul oraș Twin Peaks, Washington, este șocat de uciderea liceenei Laura Palmer (Sheryl Lee) și de tentativa de omor asupra colegei sale Ronette Pulaski (Phoebe Augustine⁠(d)). Agentul special FBI Dale Cooper (Kyle MacLachlan) sosește în oraș pentru a investiga cazul, iar primii suspecți sunt iubitul lui Palmer,  Bobby Briggs (Dana Ashbrook⁠(d)), și iubitul secret al acesteia, James Hurley (James Marshall )⁠(d). Totuși, alți locuitori ai orașului au propriile bănuieli: traficantul de droguri Leo Johnson (Eric Da Re⁠(d)) este considerat un posibil suspect.

### Evenimente
Familia Horne — Ben (Richard Beymer), Audrey (Sherilyn Fenn) și Johnny (Robert Bauer) — cinează, iar în următorul moment, fratele lui Ben, Jerry (David Patrick Kelly⁠(d)), dă buzna în încăpere. Cei doi frați împart baghete⁠(d) cu  brie și unt, în timp ce Ben îi povestește despre uciderea Laurei Palmer și despre eșecul proiectului Ghostwood. Aceștia decid să viziteze One Eyed Jacks, un cazinou și bordel situat peste granița canadiană⁠(d), unde Ben obține la aruncarea cu banul ocazia de a întreține relații sexuale cu noua prostituată angajată.
Bobby Briggs și Mike Nelson (Gary Hershberger) sosesc într-un loc necunoscut din pădure pentru a ridica o livrare de cocaină, dar sunt prinși în ambuscadă de Leo Johnson, care dorește să recupereze datoria de 10.000 de dolari. De asemenea, acesta face aluzie la faptul că cineva se culcă cu soția sa Shelly (Mädchen Amick⁠(d)), iar apoi îi sperie pe cei doi. Când Bobby o vizitează pe Shelly a doua zi, descoperă că Leo a bătut-o.
Dale Cooper primește informații de la polițistul Hawk (Michael Horse) cu privire la un bărbat fără un braț, care a vizitat-o pe Ronette Pulaski în spital. În dimineața următoare, șeriful Truman (Michael Ontkean), adjunctul Hawk, adjunctul Brennan (Harry Goaz⁠(d)) și Lucy Moran (Kimmy Robertson⁠(d)) se întâlnesc într-un luminiș cu agentul Cooper pentru a-i observa modul neobișnuit de a elimina posibili suspecți din investigația lor. După ce numele fiecărui suspect este citit, Cooper aruncă o piatră într-o sticlă aflată la 18 metri distanță. De fiecare dată când lovește sticla, consideră că numele recent menționat este implicat în cazul anchetat. Metoda îi scoate în evidență pe Leo Johnson și pe psihiatrul Lawrence Jacoby (Russ Tamblyn). Colegul lui Dale, agentul FBI Albert Rosenfield (Miguel Ferrer), sosește în localitate, în timp ce Truman și Cooper analizează dovezile.
James Hurley și Donna Hayward (Lara Flynn Boyle) discută despre noua lor relație și se sărută cu pasiune pe canapeaua lui Donna. În altă parte, Leland Palmer (Ray Wise), încă puternic afectat de moartea fiicei sale, dansează în sufrageria sa, plângând și ținând în mână un portret al Laurei. Acesta sparge rama pozei, tăindu-și mâinile, iar soția sa Sarah (Grace Zabriskie) strigă la el să înceteze.
Cooper se întoarce în camera sa de hotel și are un vis ciudat în care apare bărbatul cu un singur braț, care-și spune MIKE, și BOB⁠(d), care jură că va „ucide din nou”. În următorul vis, Cooper se află într-o cameră cu draperii roșii. Omul de Dincolo (Michael J. Anderson) și Laura Palmer îi vorbesc disonant și incoerent , înainte ca Laura să se aplece și să-i șoptească la ureche. Cooper se trezește, îl sună pe Harry și îi spune că știe cine este criminalul.